# James Eastland

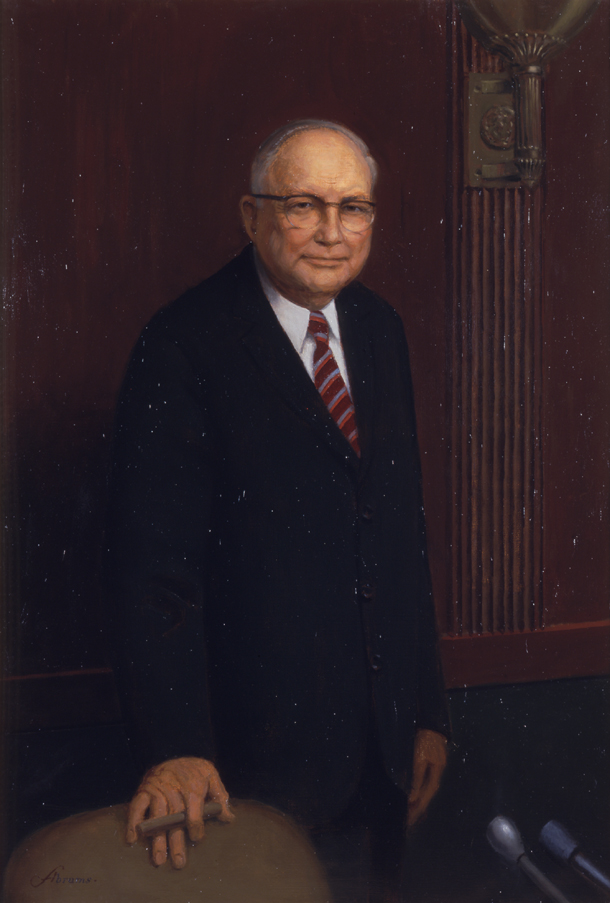
James Eastland

James Oliver Eastland, född 28 november 1904 i Sunflower County, Mississippi, död 19 februari 1986 i Sunflower County, Mississippi, var en amerikansk politiker (demokrat). Han representerade delstaten Mississippi i USA:s senat från juni till september 1941 och på nytt 1943-1978. Han var ordförande i senatens justitieutskott 1956-1978. Han var senatens tillförordnade talman, president pro tempore of the United States Senate, 1972-1978. Han blev känd för sitt motstånd till afroamerikanernas medborgerliga rättigheter, ett motstånd som var hårdnackat så länge han inte behövde ta hänsyn till svarta väljare. Han kallades "Slippery Jim".

## Tidig karriär
Eastland studerade vid University of Mississippi, Vanderbilt University och University of Alabama. Han inledde 1927 sin karriär som advokat i Forest. Han flyttade 1934 till Ruleville. Han tog över familjens bomullsplantage som växte med åren till att omfatta en yta av 24 km².
Senator Pat Harrison avled 1941 i ämbetet. Eastland blev utnämnd till senaten fram till fyllnadsvalet senare samma år. Han kandiderade inte i fyllnadsvalet och efterträddes som senator av Wall Doxey. Eastland besegrade sedan Doxey i demokraternas primärval inför senatsvalet 1942. Han vann själva senatsvalet och efterträdde 1943 Doxey i senaten. Han omvaldes 1948, 1954, 1960, 1966 och 1972.
Efter Theodore G. Bilbos död år 1947 representerade Eastland och John C. Stennis Mississippi tillsammans i senaten i över tre decennier. Deras rekord för ett par av senatorer att representera en delstat tillsammans slogs senare av South Carolinas Strom Thurmond och Ernest Hollings.

## Eastland och rasfrågan
USA:s högsta domstol slog 1954 fast i samband med fallet Brown mot skolstyrelsen (Brown v. Board of Education) att rassegregeringen i offentliga skolor bryter mot USA:s konstitution. Senator Eastland var av annan åsikt i ett tal i Mississippi sommaren 1955: "On May 17, 1954, the Constitution of the United States was destroyed because of the Supreme Court's decision." ("Den 17 maj 1954 förstördes USA:s konstitution på grund av högsta domstolens domslut.") Inför senaten hade Eastland yttrat redan tio dagar efter domslutet att rassegregeringen hade varit en "korrekt, självklar sanning".
Harley M. Kilgore, ordförande i justitieutskottet, avled 1956 i ämbetet och efterträddes av Eastland. Han fick behålla ordförandeskapet i 22 år.
Efter morden på tre medborgarrättsaktivister i Meridian 1964 sade Eastland till USA:s president Lyndon B. Johnson att det fanns ingen Ku Klux Klan i Meridian och att det verkliga problemet var medierna som rapporterade om händelserna. Flera Ku Klux Klan-medlemmar dömdes 1967 för morden och Edgar Ray Killen, baptistprästen och Ku Klux Klan-värvaren (kleagle) som hade samlat ihop lynchmobben, fick slutligen år 2005 ett 60 år långt fängelsestraff för sin roll bakom morden.
Händelserna i Meridian påskyndade medborgarrättslagarnas framfart i senaten. Eastland försökte anpassa sig till den nya situationen efter att de svarta hade fått sina rättigheter. Under sina sista år i senaten anställde han afroamerikaner från Mississippi i justitieutskottets tjänst och sökte stöd från svarta medborgarrättsaktivister inför senatsvalet 1978. Han bestämde sig trots allt att inte kandidera till omval i det valet. Han avgick några dagar i förtid för att ge republikanen Thad Cochran ett försprång i senioritet i förhållande till andra nya senatorer som hade blivit invalda år 1978.
Eastland var metodist. Hans grav finns på Forest Cemetery i Forest.